# Sân bay Bloemfontein
Sân bay Bloemfontein (IATA: BFN, ICAO: FABL) là một sân bay tọa lạc ở Bloemfontein, một thành phố trong tỉnh Free State của Nam Phi. Đường băng dùng chung với AFB Bloemspruit.
Năm 2004, sân bay này đã phục vụ 225.636 lượt khách (+4.7% vs. '03).
Cũng như các sân bay khác ở Nam Phi, sân bay này đang được nâng cấp để phục vụ cho 2010 FIFA World Cup.

## Các hãng hàng không và tuyến bay
- South African Airways
  - cung ứng bởi South African Express (Cape Town, Johannesburg)
  - cung ứng bởi South African Airlink (Durban, Port Elizabeth)
- Mango (Cape Town)